# کلیف کودری
کلیف کودری (انگلیسی: Clive Cowdery) (زاده ۱۹۶۳) کارآفرین، بازرگان و مدیر ارشد اجرایی بریتانیایی است، که در سال ۲۰۰۴ شرکت بیمه رزلوشن و در سال ۲۰۰۸ شرکت رزلوشن لیمیتد را تأسیس کرد.